# Esmoriz (Chantada)
Esmoriz (llamada oficialmente San Xillao de Esmoriz) es una parroquia y una aldea española del municipio de Chantada, en la provincia de Lugo, Galicia.

## Otra denominación
La parroquia también es conocida por el nombre de San Xián de Esmoriz.

## Organización territorial
La parroquia está formada por una entidad de población:
- Esmoriz

## Demografía
Gráfica demográfica de la aldea y parroquia de Esmoriz según el INE español:
| Gráfica de evolución demográfica de Esmoriz entre 2000 y 2019 |
|                                                               |
| Datos según el nomenclátor publicado por el INE.              |